# سید ضیاء مرتضوی
سید ضیاء مرتضوی  (متولد ۱۳۳۷ در اشکذر)،‌ از استادان حوزه علمیه و پژوهشگر مسائل دینی است.

## تحصیلات و فعالیت‌ها
او دروس حوزوی را در مقطع دروس خارج فقه و اصول نزد شبیری زنجانی، شیخ جواد تبریزی، عبدالله جوادی آملی، یوسف صانعی، حسینعلی منتظری خوانده و در فلسفه و عرفان شاگرد حسن‌زاده آملی، جوادی آملی و یحیی انصاری شیرازی بوده‌است.
مرتضوی به همراه سروش محلاتی از منتقدان جدی مصباح یزدی می‌باشند. رسانه‌های گروه‌های اصول‌گرا (مانندپایگاه خبری تحلیلی صراط) او را به همراه سروش محلاتی و صانعی از حامیان جنبش سبز در قم می‌داند.مرتضوی در پنجمین دوره مجلس خبرگان رهبری برای کسب کرسی این مجلس از استان یزد نامزد شد. اما توسط شورای نگهبان ردصلاحیت شد.
مرتضوی دانشیار پژوهشگاه علوم و فرهنگ اسلامی است

## سوابق
- سردبیری مجله پیام زن (۱۳۷۰–۱۳۸۶)
- سردبیری فصلنامه حکومت اسلامی وابسته به دبیرخانه مجلس خبرگان رهبری (4 سال)(۱۳۷۸ – ۱۳۸۱)
- مسئولیت مرکز تحقیقات علمی دبیرخانه خبرگان (۱۳۷۷ – ۱۳۸۱)
- مدیریت پژوهشکده فقه و حقوق پژوهشگاه علوم و معارف اسلامی(۱۳۸۶ – ۱۳۹۰)
- مدیریت دانشنامه امام خمینی (ره) (۱۳۹۰-تاکنون)[۱]

وی در سال ۱۳۸۵به عنوان پژوهشگر برتر در حوزه دین انتخاب شد.